# Weir (Mississippi)
Weir é uma cidade  localizada no estado americano de Mississippi, no Condado de Choctaw.

## Demografia
Segundo o censo americano de 2000, a sua população era de 553 habitantes.
Em 2006, foi estimada uma população de 521, um decréscimo de 32 (-5.8%).

## Geografia
De acordo com o United States Census Bureau tem uma área de
2,7 km², dos quais 2,7 km² cobertos por terra e 0,0 km² cobertos por água. Weir localiza-se a aproximadamente 144 m acima do nível do mar.

## Localidades na vizinhança
O diagrama seguinte representa as localidades num raio de 24 km ao redor de Weir.